# Rembrandt
Rembrandt  (eredeti nevén Rembrandt Harmenszoon van Rijn) (Leiden, 1606. július 15. – Amszterdam, 1669. október 4.) a világ egyik legismertebb festője, a holland festészet aranykorának egyik legjelentősebb alakja.
Rembrandt gyakorlott metszetkészítő volt, számos rajza és rézkarca is fennmaradt. Alkotásai abban az időszakban születtek, amelyet a művészettörténészek holland aranykornak, illetve „arany évszázadnak”, vagy egyszerűen Rembrandt korának neveznek (kb. a 17. század középső harmada). Ebben az időben volt csúcspontján a holland kultúra, tudomány, kereskedelem, katonai és politikai hatalom.

## Élete

### Leideni korszak

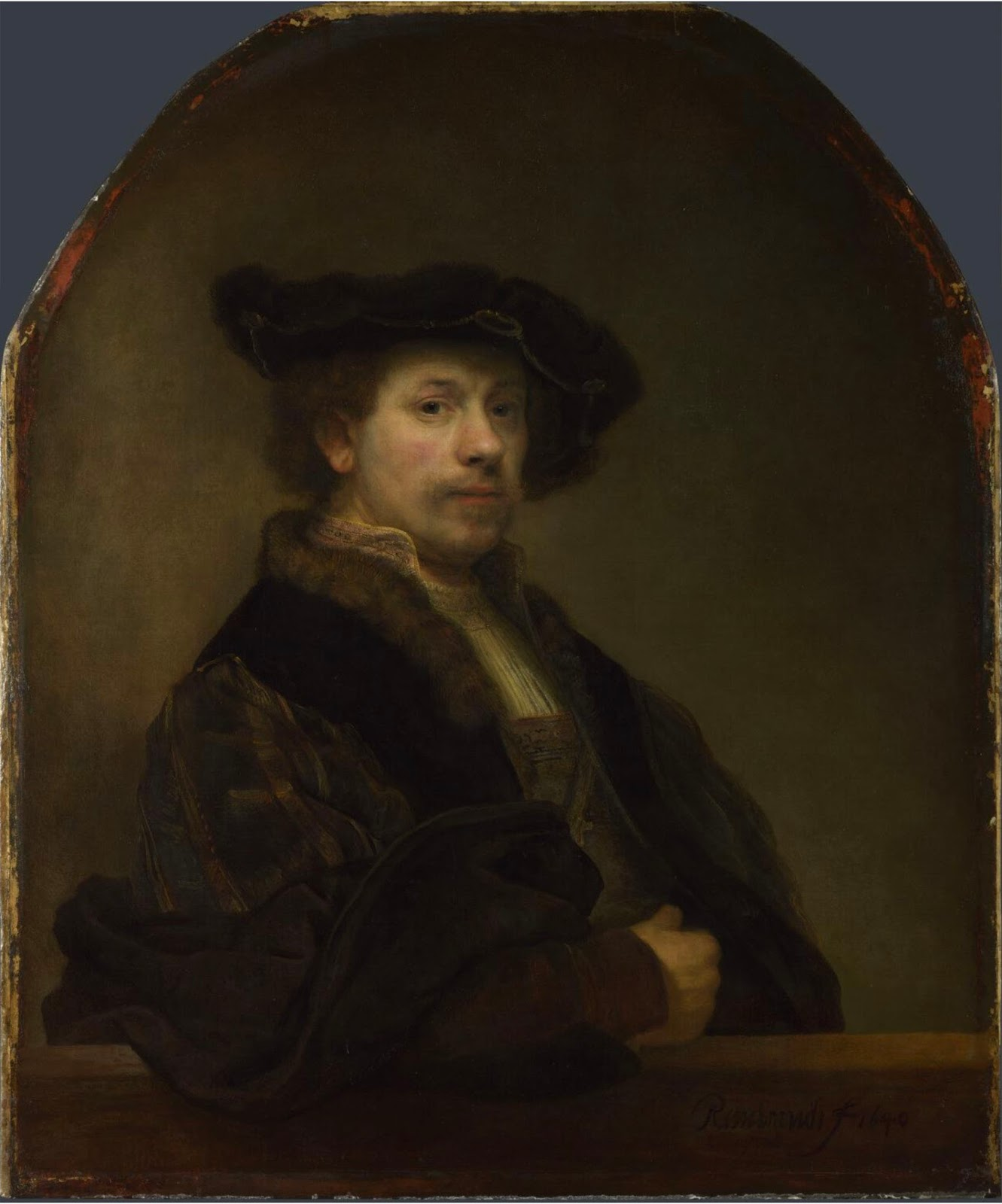
Önarckép (1640)

Rembrandt 1606-ban született a hollandiai Leidenben. A források ellentmondásosak abban, hogy a családjában 7, 9 vagy 10 gyerek volt. Aránylag jó körülmények között éltek, az apja molnár, az édesanyja pékleány volt. Miután kijárta a latin iskolát, beiratkozott a leideni egyetemre, mert szülei tudósnak szánták, pedig ő már ekkor is a festészethez érzett több kedvet. Rövid idő után ott is hagyta az egyetemet, és akkor szülei is beleegyeztek, hogy Jacob van Swanenburgh (1571–1638) leideni mester tanítványa legyen. 1624-ben fél évet Amszterdamban töltött, Pieter Lastman történelmi festőnél, majd visszatért Leidenbe, ahol műtermet nyitott, amit megosztott barátjával és kollégájával, Jan Lievensszel. 1627-től már tanítványokat fogadott; egyik legelső (és legelismertebb) tanítványa Gerrit Dou (franciásan: Gerard Dou) volt (1628–1631 között).

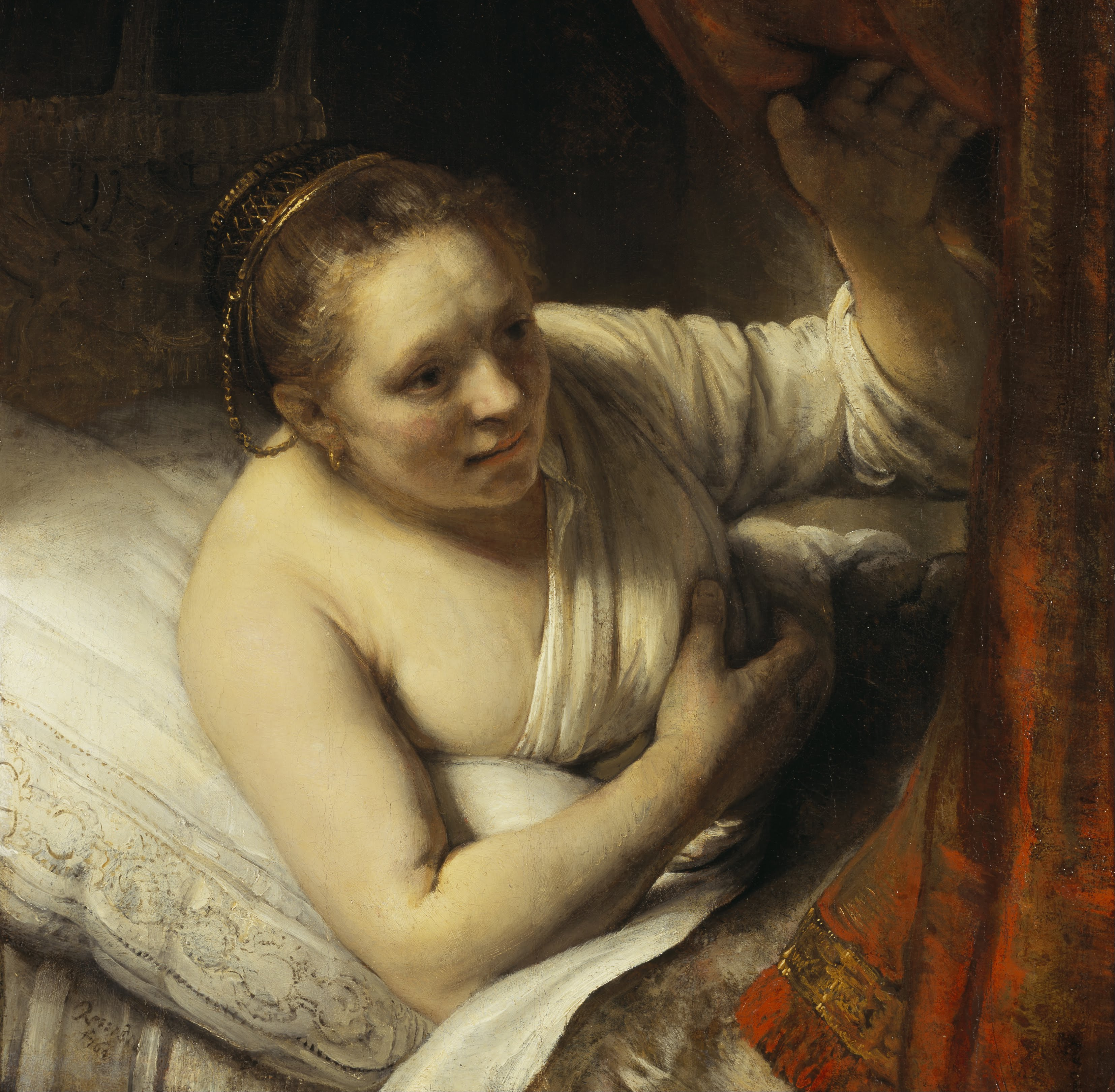
Hendrickje, ágyban (1647)

### Korai amszterdami évek
1631-re Rembrandt már olyan hírnévnek örvendett, hogy számos portrét rendeltek tőle Amszterdamból. Ezért odaköltözött, és több száz arcképet festett megrendelésre, köztük páros, illetve csoportos portrékat is. Bár ezek az arcképek alapozták meg hírnevét, ő maga fő feladatának továbbra is a történeti festészetet tartotta. Amszterdamban a híres műkereskedő, Hendrick van Uylenburgh házában lakott, és 1634-ben feleségül vette a galériatulajdonos unokahúgának lányát, Saskiát. Ez kétségkívül szerelmi házasság volt, mert annak ellenére, hogy jó családból származott (az apja Leeuwarden polgármestere volt), Saskia árva volt, és nem kifejezetten jómódú. A nővérével élt Frízföldön, és nem voltak túl jó összeköttetései Amszterdamban.
1639-ben Rembrandt nagy házat vett a Jodenbreestraaton, a város Joden (a. m. „zsidók”) kerületében, és jelentős műgyűjteményt vásárolt össze (a házban most Rembrandt-múzeum van). Műhelyében tehetséges tanítványokat (pl. Carel Fabritius, Nicolaes Maes) foglalkoztatott (így például Példázat az elrejtett kincsről című, a Szépművészeti Múzeumban látható képét Douval közösen festette). Bár jómódban éltek, a magánéletük rosszul alakult. Három gyermekük halt meg nem sokkal születése után, és csak a negyedik, az 1641-ben született Titus érte meg a felnőttkort. Saskia 1642-ben, nem sokkal Titus születése után meghalt, valószínűleg gümőkórban.

### Késői évek
Saskia halála után Rembrandt viszonyt kezdett Titus gondozójával, egy Geertje Dircx nevű özvegyasszonnyal, ami idővel élettársi kapcsolattá fejlődött. Geertje perelte Rembrandtot, mivel állítása szerint házasságot ígért neki, és jogi úton szerette volna a festőt ígérete betartására bírni. A bíróság végül nem kényszerítette házasságra Rembrandtot, de nagy, 160 guldenes kártérítést kellett kifizetnie. Később a festő Geertje Pieter nevű fivére tanúvallomása alapján rábizonyította az asszonyra, hogy Saskia rábízott, 200 gulden értékű ékszereit el akarta sikkasztani, s dologházba csukatta a nőt.
1649-ben Rembrandt új szeretője a sokkal fiatalabb Hendrickje Stoffels lett, aki eredetileg szintén a  szobalánya volt. 1654-ben született lánya (Cornelia), és ezután a nőt hivatalosan megfeddte a várost uraló kálvinista egyháztanács, amiért bűnben él Rembrandttal, aki nem volt tagja a református egyháznak, így őt nem idézhették maguk elé.
Rembrandt nem élt épp takarékosan, rengeteg műkincset és nyomtatványt vásárolt, általában ritkaságokat. Talán ezek vezettek ahhoz, hogy 1656-ban csődöt kellett jelentenie. Hitelezői 1657–58-ban elárverezték házát és műgyűjteményét. Ezután sokkal szerényebb lakásba kellett költöznie a Rozengrachton, ahol Hendrickje és Titus megélhetési célból művészellátó boltot nyitottak. Művészi hírneve eközben nem csökkent; ebben fontos része volt annak is, hogy egyik nagy történelmi műve az újonnan épült városháza falán függött.
Rembrandt túlélte Hendrickjét († 1663) és Titust († 1668) is. Csak lánya, Cornelia maradt mellette, amikor 1669. október 4-én Amszterdamban, szegényen meghalt. Ismeretlen sírban fekszik a Westerkerk temetőben.

## Ismertebb tanítványai[1]
- Jacob Adriaensz Backer (1608/9–1651)
- Ferdinand Bol (1616–1680)
- Benjamin Gerritsz Cuyp (1612–1652)
- Abraham van Dijck (1635 k.–1672 k.)
- Gerrit Dou (1613–1675)
- Gerbrandt van Eeckhout (1621–1674)
- Barent Fabritius (1624–1672)
- Carel Fabritius (1622–1654)
- Govert Flinck (1616–1660)
- Aert de Gelder (1645–1727)
- Samuel van Hoogstraten (1627–1678)
- Bernhard Keil (1624–1687)
- Nicolaes Maes (1634–1693)
- Jan Victors (1620–1676)

## Korszakai, témái, stílusa
- Rembrandt leideni korszakának művein (1625–1631) erősen érezhető Lastman hatása. A festmények inkább kicsik, ám részletgazdagok (például gondosan kidolgozott ruházattal és ékszerekkel); témáik főleg vallásosak és allegorikusak.
- Amszterdamban töltött korai évei alatt (1632–1636), Rembrandt nagy festővásznakat és mély tónusokat használt, illetve drámai jeleneteket festett. Rembrandt ezen korszaka alatt rengeteg portrét festett. Más képek bibliai és mitológiai jeleneteket ábrázoltak.
- Az 1630-as évek végén Rembrandt sok tájképet festett és rézkarcokat készített a természetről. Ebben a periódusban a tájképeire a természet szenvedésének ábrázolása volt jellemző, például a vihar által kidöntött fák vagy a baljóslatú sötét fellegek. Számos, bibliai, illetve mitológiai tárgyú képe között vannak a barokk ízlésnek megfelelően erotikától túlfűtött alkotás (például Danaé) és több erőteljesen brutális jelenet (Sámson megvakítása) is
- Körülbelül 1640-től munkái még ridegebbek lettek, mely azokat a családi tragédiákat tükrözte, melyektől szenvedett. Bővelkedett a bensejéből fakadó mély érzelmek ismétlésében. A festmények ismét kisebbek lettek, kivéve az óriási méretű Éjjeli őrjáratot, ami olyan világias és eleven volt, mint soha, egyetlen korábbi képe sem. Saskia halála után kezdték el érdekelni a tájképek, amiket leginkább rézkarcokon és rajzokon örökített meg, ezeken a természet sötét erőit felváltották a csendes holland jelenetek. Festményein (például Viharos táj) romantikus fantáziatájak jelennek meg.
- Az 1650-es években Rembrandt stílusa ismét megváltozott. A festmények mérete megnőtt. A színek gazdagabbak, az ecsetvonások erősebbek lettek. Ezen változásokkal Rembrandt eltávolodott korai stílusától és az aktuális divattól, mely egyre inkább a finom, részletes művek felé hajlott. Az évek múlásával még mindig bibliai témájú jeleneteket festett, ám az érzelmi hangsúly a drámai csoportjelenetekről a meghitt, portrészerű figurákra tolódott.
- Életének utolsó éveiben festette meg legpompásabb önarcképeit, melyeken arca a fájdalom és szomorúság jeleit hordozza.

## Munkái
Rembrandt kb. 600 festményt, 300 metszetet és 2000 rajzot alkotott. Számos önarckép fűződik a nevéhez, összesen körülbelül száz (ha beleszámítjuk a majd 20 metszetet is). Ezekből megismerhetjük Rembrandtot, az embert, a kinézetét, de – ami ennél jóval fontosabb – képet alkothatunk az érzelmeiről és gondolatairól is, ahogyan az ábrázolásokon a balszerencse és a bánat ráncokat szántott a homlokára.
Munkáinak egyik fő különlegessége a fény-árnyék játék, az erős kontrasztok gyakori használata, amely szinte bevonja a szemlélőt a festménybe. Másik jellegzetesség a drámai, igen életszerű jelenet, amelyből hiányzik az a erőltetett hivatalosság, amit kortársai gyakran ábrázoltak. Szintén kiemelhető az az érzékenység, amellyel az embereket ábrázolta.
Közvetlen családját – feleségét, Saskiát, fiát, Titust és élettársát, Hendrickjét – gyakran kiemelt helyen szerepeltette a festményein, beleértve a mitológiai, bibliai, vagy a történelmi témákat.

### Éjjeli őrjárat

„Éjjeli őrjárat” vagy „Frans Banning Cocq kapitány milíciája” (1642, olajfestmény, Rijksmuseum, Amszterdam)

Rembrandt a Frans Banning Cocq kapitány milíciája című festményt 1640 és 1642 között festette. A festményt később „Patrouille de Nuit”-nak nevezték a franciák, és „Night Watch”-nak nevezte Sir Joshua Reynolds, mert felfedezésekor már annyira megviselte az idő, hogy szinte felismerhetetlen volt, és éjszakai jelenetnek tűnt. Megtisztítása után jöttek rá, hogy egy csapat muskétást ábrázol, akik egy sötét udvarból kilépnek a vakító napsütésbe. A kép címét azonban ezután sem változtatták meg. A mester művét a Kloveniersdoelen új nagytermébe szánták. Rembrandt eltért a hagyománytól, amely azt írta elő, hogy a festménynek formálisnak, hivatalosnak kellene lennie. Ennek inkább egy tablószerű kép felelt volna meg. Ehelyett Rembrandt azt ábrázolta, ahogy a csapat küldetésre indul (hogy ez egy átlagos őrjárat, vagy valamilyen különleges esemény, az vitatott). Az új megközelítést nem fogadta osztatlan siker, főképp azok elégedetlenkedtek, akiket a jelenet hátterében, rosszul látható helyeken örökített meg. Emiatt a fizetség is késett. Még a vászon egyes darabjait is le kellett vágni, hogy odaférjen a kiszemelt falra.

### Híres művei

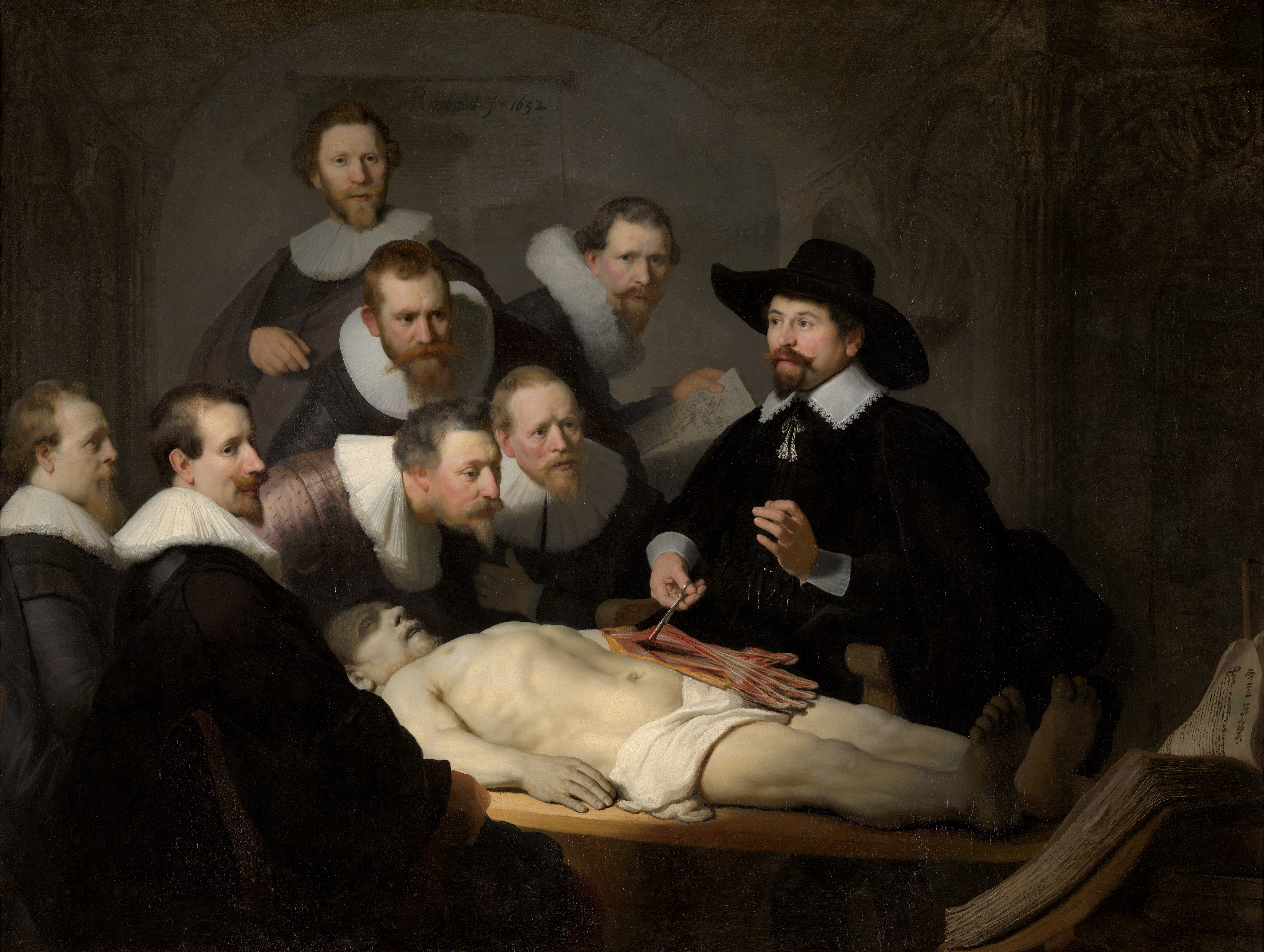
Dr. Tulp anatómiája, Mauritshuis, Hága

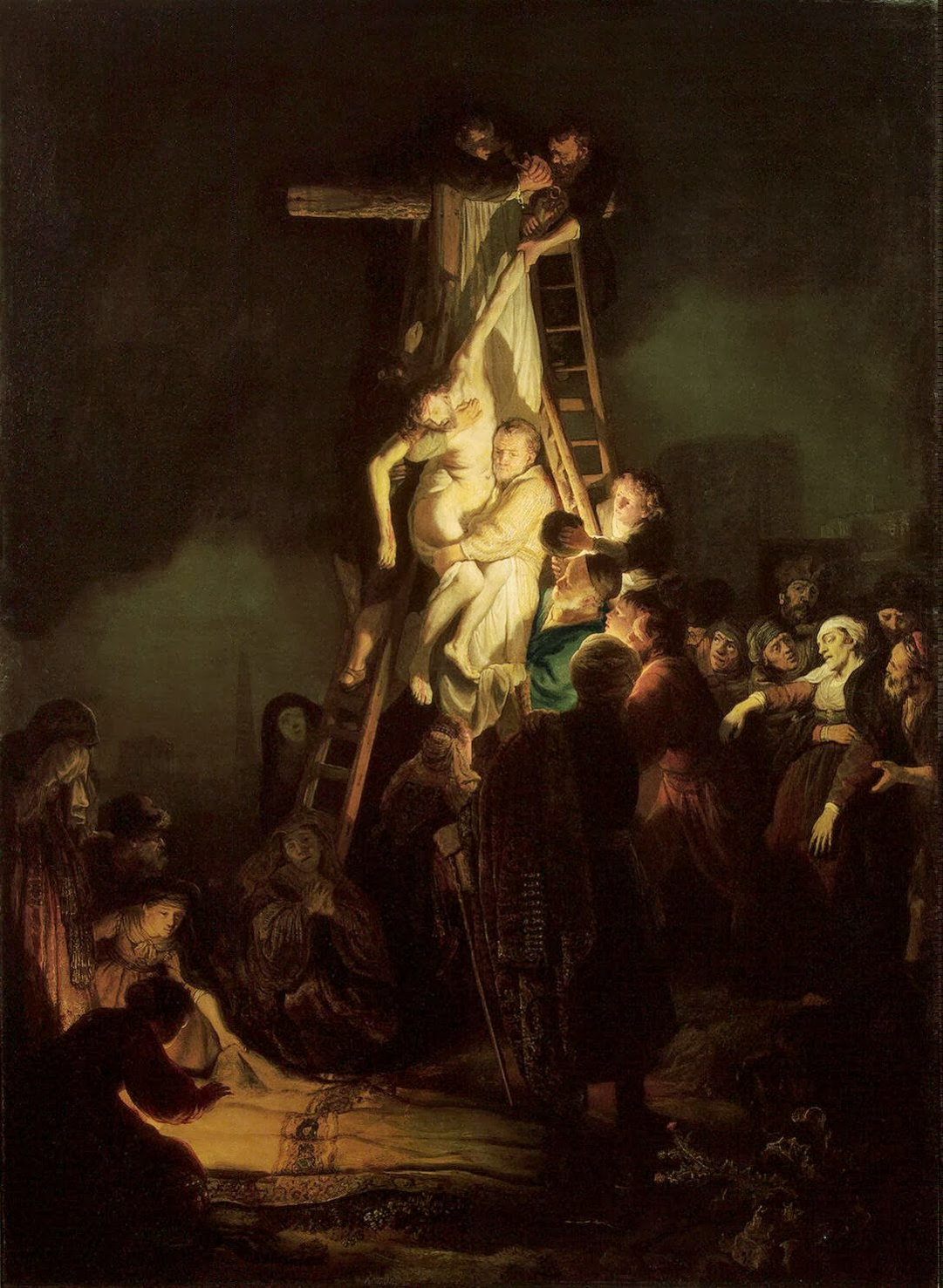
Levétel a keresztről, Ermitázs, Szentpétervár

- 1625 Szent István megkövezése (olaj, vászon – Szépművészeti Múzeum, Lyon)
- 1628 Rembrandt édesanyjának arcképe (rézkarc)
- 1629 Művész a stúdióban (Szépművészeti Múzeum, Boston)
- 1629 Önarckép (Alte Pinakothek, München)
- 1630 Lázár feltámasztása (Los Angeles Megyei Művészeti Múzeum)
- 1630–1635 Egy török (National Gallery of Art, Washington)
- 1631 Nicolaes Ruts arcképe (Frick-gyűjtemény, New York)
- 1632 Dr. Tulp anatómiája (Mauritshuis, Hága)
- 1632 Egy keleti nemes portréja (Metropolitan Művészeti Múzeum, New York)
- 1633 Krisztus a viharos Genezáreti-tavon (korábban Boston, Isabella Stewart Gardner Museum; 1990-ben ellopták és azóta sem került elő)
- 1633–1645 Passió – Rubens hatását mutató sorozat Frigyes Henrik helytartó megrendelésére (Alte Pinakothek, München)
- 1634 Levétel a keresztről (Hermitage, Amszterdam)
- 1635 Belshazzar ünnepe (National Gallery, London)
- 1636 Sámson megvakítása (Frankfurt am Main, Städel Museum)
- 1636 Danaé (Ermitázs, Szentpétervár)
- 1637 Máté és az angyal (Louvre, Párizs)
- 1640 Önarckép (National Gallery, London)
- 1640 körül Viharos táj (Braunschweig, Herzog Anton Ulrich-Museum)
- 1641 Nicolaas van Bambeeck portréja, Királyi Szépművészeti Múzeum (Brüsszel)
- 1642 A lövészegylet kivonulása, ismertebb nevén az Éjjeli őrjárat (Rijksmuseum, Amszterdam)
- 1643 Krisztus betegeket gyógyít, más néven A százforintos lap (Victoria and Albert Museum, London – rézkarc, amely nevét az érte kifizetett óriási összegről kapta)
- 1647 Idős hölgy könyvvel (National Gallery of Art, Washington)
- 1650 A filozófus (National Gallery of Art, Washington)
- 1650 A malom (National Gallery of Art, Washington)
- 1653 Izsák feláldozása (Ermitázs, Szentpétervár)
- 1653 Arisztotelész Homérosz mellszobrával  – don Antonio Ruffo szicíliai nemes rendelésére (New York, Metropolitan Museum of Art)
- 1654 Bethsabé a fürdőben (Párizs, Louvre – modellje valószínűleg Hendrickje volt)
- 1654 Fürdő asszony (London, National Gallery)
- 1655 József vádolása (National Gallery of Art, Washington)
- 1656 Rózsaszín virágot tartó hölgy (National Gallery of Art, Washington)
- 1656 Dr. Deyman anatómiai előadása (töredék, Rijksmuseum, Amszterdam)
- 1657 Pál apostol (National Gallery of Art, Washington)
- 1658 Önarckép (New York, Frick Collection)
- 1658 Philemon és Baucis (National Gallery of Art, Washington)
- 1659 Jákob küzdelme az angyallal
- 1659 Önarckép (New York, Metropolitan)
- 1660 Önarckép (Metropolitan Museum of Art, New York)
- 1660 Úriember portréja kalappal és kesztyűvel (National Gallery of Art, Washington)
- 1660 Strucctoll-legyezős hölgy portréja (National Gallery of Art, Washington)
- 1660 Péter tagadása (Rijksmuseum, Amszterdam)
- 1661 Julius Civilis összeesküvése (Nationalmuseum, Stockholm) – Julius Civilis felkelést vezetett Hollandia területén az ókori Róma ellen (a festmény sok darabja hiányzik, csak a közepe maradt épen)
- 1661 körül A zsidó menyasszony (Rijksmuseum, Amszterdam)
- 1662 A posztós céh elöljárói, holland nevén De Staalmeesters (Rijksmuseum, Amszterdam)
- 1662 Kalapos ember portréja (National Gallery of Art, Washington)
- 1662–1663 Asztalnál ülő ifjú (National Gallery of Art, Washington)
- 1664 Lucretia (National Gallery of Art, Washington)
- 1665 körül: Hölgy szegfűvel (New York, Metropolitan Művészeti Múzeum)
- 1665 Önarckép (Wallraf-Richartz Museum, Köln)
- 1666 Lucretia (The Minneapolis Institute of Arts)
- 1669 A tékozló fiú visszatérése (Ermitázs, Szentpétervár)

### Múzeumi gyűjteményekben
- Hollandiában, Rembrandt műveinek legjelentősebb gyűjteménye az amszterdami Rijksmuseumban található, beleértve a De Nachtwacht (Éjjeli őrjárat) és a De Joodse bruid (A zsidó menyasszony) című képeit is.
- Legtöbb önarcképe a hágai Mauritshuisban van.
- Egykori lakóhelye Amszterdamban Rembrandt Házi Múzeum néven működik, ahol megtekinthető egykori alkotóműhelye, valamint rengeteg rézmetszete.[2]
- Jelentős gyűjtemények találhatók még Berlinben, Szentpétervárott, New Yorkban, Washingtonban, a Louvre-ban és a londoni Nemzeti Galériában.

## Művészetének megítélése
Már életében kiemelkedően sikeres festő volt, és népszerűsége halála után sem csökkent. Stílusát tanítványok és követők vették át, illetve utánozták; értékelése a művészettörténészek örök feladata.
Átfogó tanulmányok:
- Wilhelm von Bode, 1906: Rembrandt és kortársai

Magyar szerzőktől:
- Vayer Lajos: Rembrandt, Képzőművészeti Alap, 1953, 51 o. + 63 táblakép
- Lyka Károly: Rembrandt, Művészet Kiskönyvtára 37., 1962
- Czobor Ágnes: Rembrandt és köre. Corvina Kiadó, Budapest, 1969

Életrajzi regény:
- Joseph Heller: Képzeljétek el Budapest, 1990, Európa Kiadó
- Gladys Schmitt: Rembrandt I-II., Budapest, 1977, Európa Kiadó

## Rembrandt műveinek újraértékelése
1968-ban indult a Rembrandt Research Project. Művészettörténészek fogtak össze más tudományágak képviselőivel, hogy újra értékeljék azokat a munkákat, amelyeket Rembrandtnak tulajdonítunk, felhasználva minden lehetséges eszközt, mint például a legújabb műszaki diagnosztikai eljárásokat. Ezek segítségével egy teljes kritikai albumot szándékoznak létrehozni Rembrandt műveihez. Munkájuk eredményeképp számos, korábban Rembrandt művének hitt festményt kellett a listáról levenni. Ezek nagy részét a tanítványok munkáinak tartják. Ebbe a csoportba tartozik a Lengyel lovas, a New York-i Frick-gyűjtemény egyik kincse, aminek eredetiségét már évekkel ezelőtt sok tudós megkérdőjelezte. A Rembrandt Research Project eredményeképp ezt a festményt most már Rembrandt egyik legközelebbi és legtehetségesebb tanítványa, Willem Drost alkotásának tartják.
2005-ben újraértékeltek négy olyan olajfestményt is, amiket tanítványok munkáinak tartottak. Jelenleg úgy vélik, hogy ezeket Rembrandt maga készítette:
- Study of an Old Man in Profile és
- Study of an Old Man with a Beard amerikai magángyűjteményekből,
- Study of a Weeping Woman a Detroiti Művészeti Intézetből és
- az 1640-ben festett Portrait of an Elderly Woman in a White Bonnet